# Spilogona brevicornis
Spilogona brevicornis este o specie de muște din genul Spilogona, familia Muscidae. A fost descrisă pentru prima dată de Malloch în anul 1917. Conform Catalogue of Life specia Spilogona brevicornis nu are subspecii cunoscute.